# スタンガン

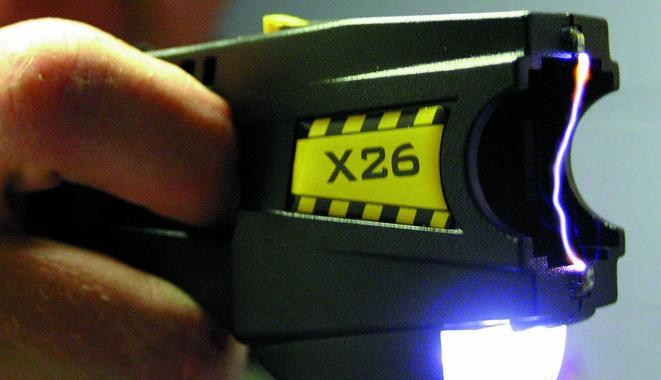
カートリッジを抜いた状態で使用している、テイザーガン。アクソン TASER X26

スタンガン（英語: stun gun）は、暴漢などの相手に電気ショックを与え、身を護るための防犯グッズである。電撃銃ということもある。
スタン (stun) とは、英語で気絶させる、呆然とさせるなどの意味で、これに銃を意味する gun を付けてスタンガンと呼ばれる。
広義では、非殺傷性個人携行兵器の総称として、ゴム弾などを発射する銃器などをスタンガンと呼ぶ場合もある。

## 概要
内部の電源回路で高電圧を発生させ、電極部を相手に接触させることにより、筋肉を強制的に収縮させ、しばらくの間、行動不能にする。
スタンガンは大別すると、携帯型のハンディータイプと警備用の大型警棒タイプ、ワイヤー針を射出するタイプ（テーザー銃）に分けられる。ただし日本国内では、ワイヤー針タイプは銃刀法により規制されているため、市販されていない。
日本国内では、ワイヤー等を射出しない護身用スタンガンの購入・所持・携帯及び実際の使用についての特別な許可や届け出等は必要ない。しかし、航空機などの公共交通機関への持込は禁止されている場合がある。また、自治体によっては迷惑防止条例で公共の場所で公衆に不安を覚えさせるような方法でスタンガンを携帯する行為に刑事罰を規定していたり、青少年保護育成条例で18歳未満へのスタンガン販売を規制していることがある。

## 仕様

### 電圧・電流
電圧は、5万 - 100万ボルトである。電圧は高いが、電流は数ミリアンペアと非常に低く抑えられている為、殺傷能力はないとされる。高電圧のモデル（110万ボルトのものもある）や、超小型のより低電圧のモデルが存在する。30万ボルト以上のものになると、厚手の服の上からでも効果があり、50万ボルト以上になると革製のジャンパーや厚手の毛皮コートの上からでも効果があるとされる。

### 電源
9ボルトのアルカリ電池を使用しているものが多い。

### 形状・機能
伸縮式の警棒の中に仕込まれているものや、携帯電話に偽装したモデルも存在する。警棒型は、主に店舗などの防犯用として配備される。また催涙スプレーと組み合わせたモデルも存在する。

### 威力
押し当てられれば筋肉は強制的に収縮させられ、本人の意思に関係なく体の自由が利かなくなる。そのため、麻薬中毒者など、痛みによってひるまないような相手にも有効である。フィクションなどではスタンガンで人を簡単に気絶させる描写があるが、現実では市販のスタンガンで気絶することはほとんどなく、身動きを止めるのみに留まる。ただし痛みを原因としたショックや心臓発作などの要因により気絶する可能性はある。また何らかの疾患を持つものに行使した場合や、首や頭部、皮膚の敏感な所に過度に使用した場合には、死亡したり、後遺症や火傷の痕が残る場合がある。

## 各タイプのスタンガン

### 接触式

#### ハンディータイプ
ハンディータイプのスタンガンは概ねテレビのリモコンサイズだが、中には携帯電話や口紅など小型の日用品に擬装したものがある。これらは暗器と見なされるため航空機内に持ち込むことができない。

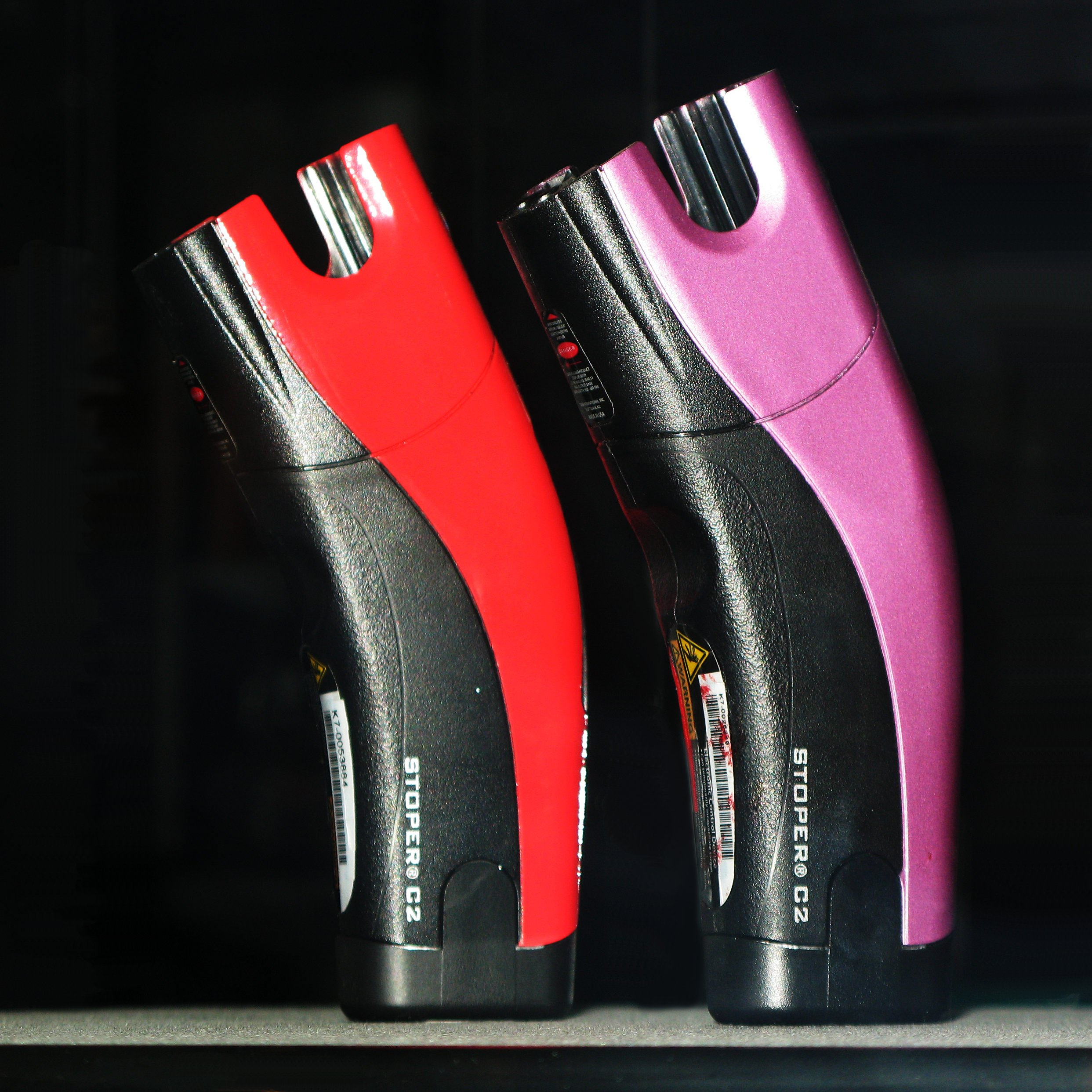
Taser Stoper C2

#### 警棒タイプ
警棒タイプの歴史は古く、20世紀初頭より電撃によって家畜を誘導する際にキャトル・プロッドと呼ばれる棒状のスタンガンが用いられていた。現在では懐中電灯に内蔵されたものもや、仕込み杖のような大型のものも存在する。

#### 盾タイプ
本来は動物を制圧するものとして開発されたが、暴徒鎮圧用にも用いられる。盾の表面に電極があるため攻撃を防ぎながら制圧が可能である。

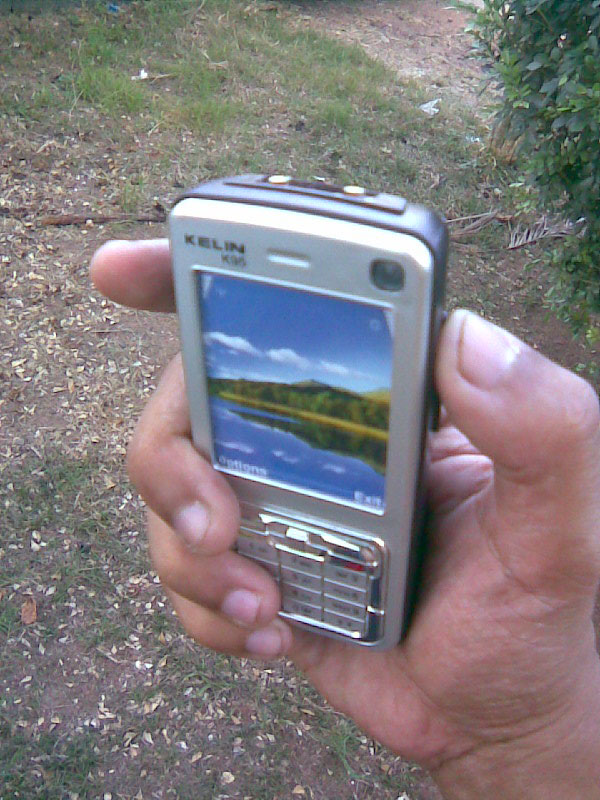
携帯電話型
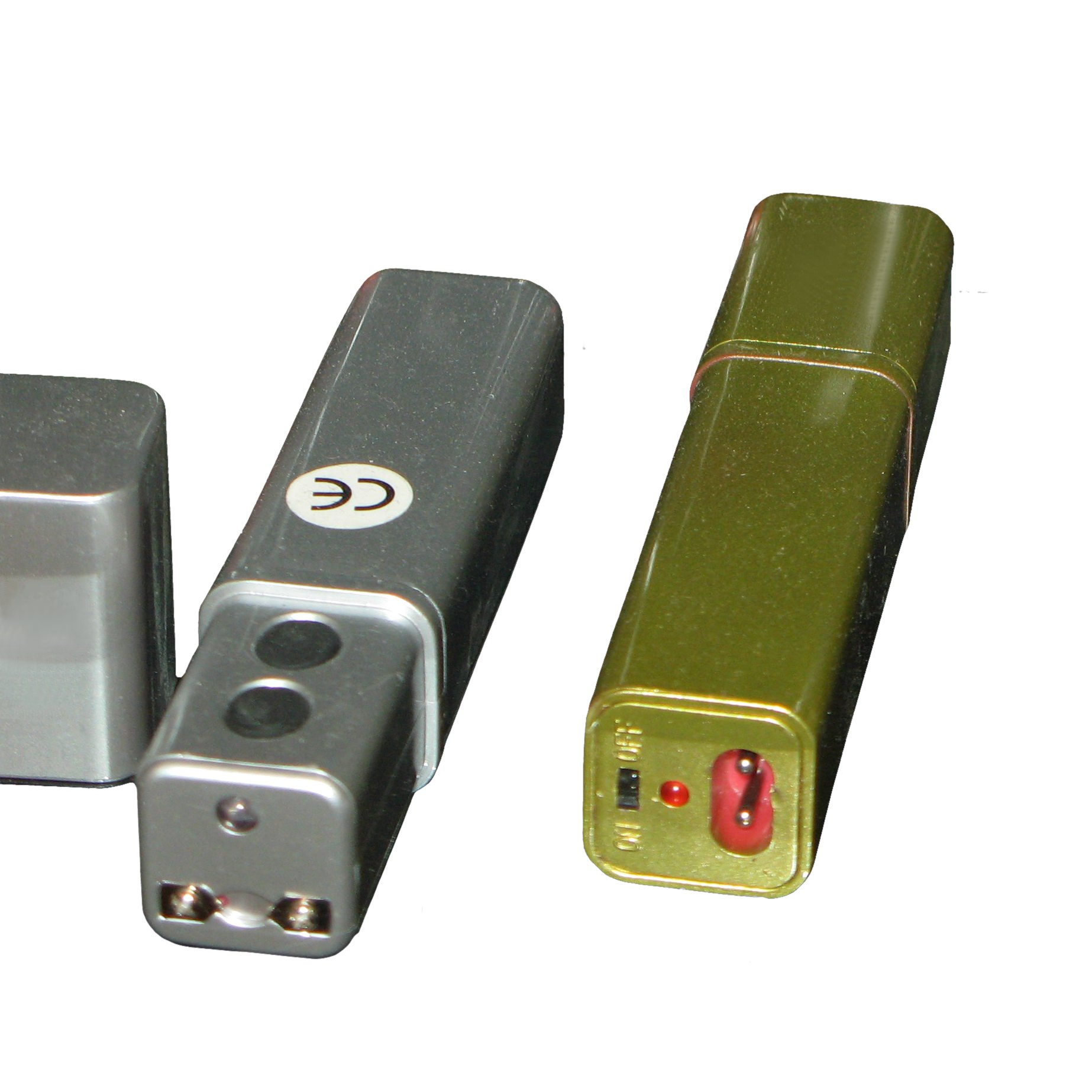
口紅型
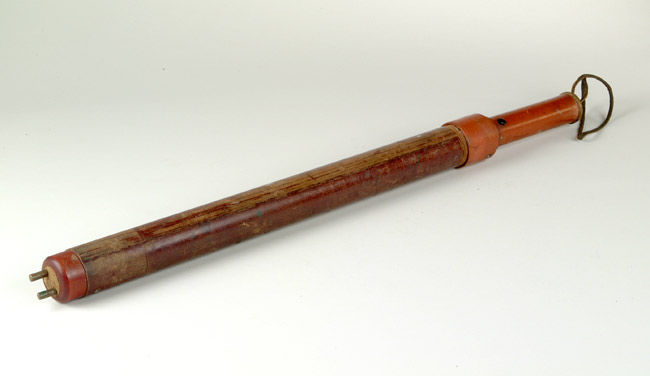
キャトル・プロッド
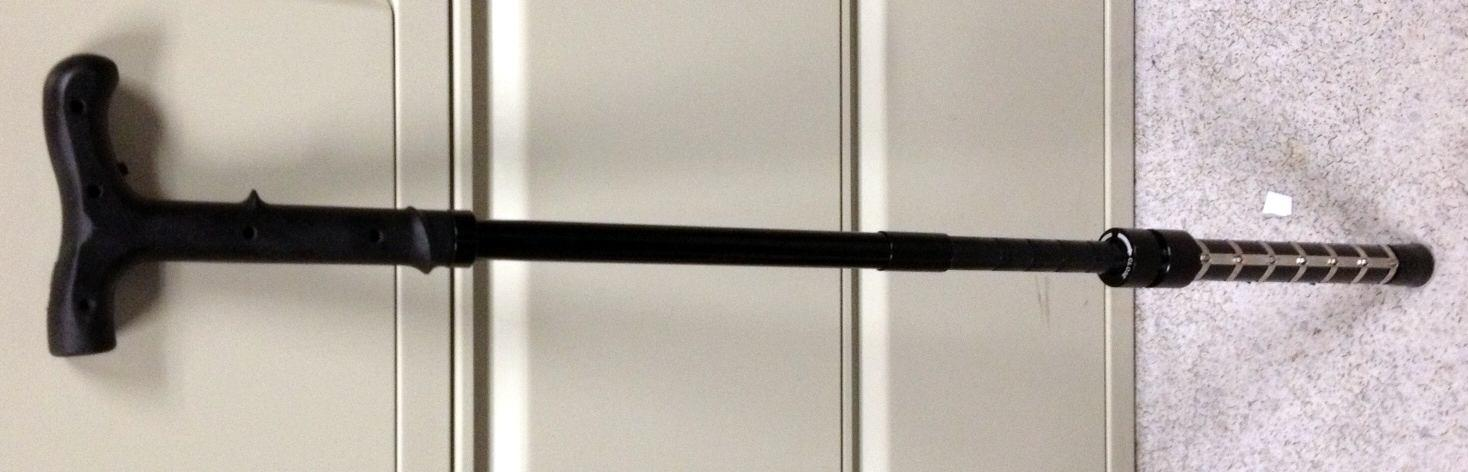
空港で押収された杖型（Stun cane）

### ワイヤー針式
ワイヤー針タイプの物は、1970年代末～1980年代初頭に開発された。1990年代より米国で裁判所に採用され、判決に怒った裁判当事者が、裁判所関係者に危害を加える危険があった時に、使用されるようになった。相手に近づけない場合に、銃のように間合いを取って使用出来る。

人体に突き刺すための針、本体と繋ぐためのワイヤー、発射用のガスなどをまとめた射出カートリッジを一発のみ装填する単発型と、複数のカートリッジを装填可能な連発型が存在する。単発型は一度発射したらワイヤー針のカートリッジを交換する必要があるため連続して使用できないが、拳銃と同程度のサイズのため広く普及している。それぞれワイヤーの長さが違う複数のカートリッジが用意されており、使用環境に合わせて変更が可能である。

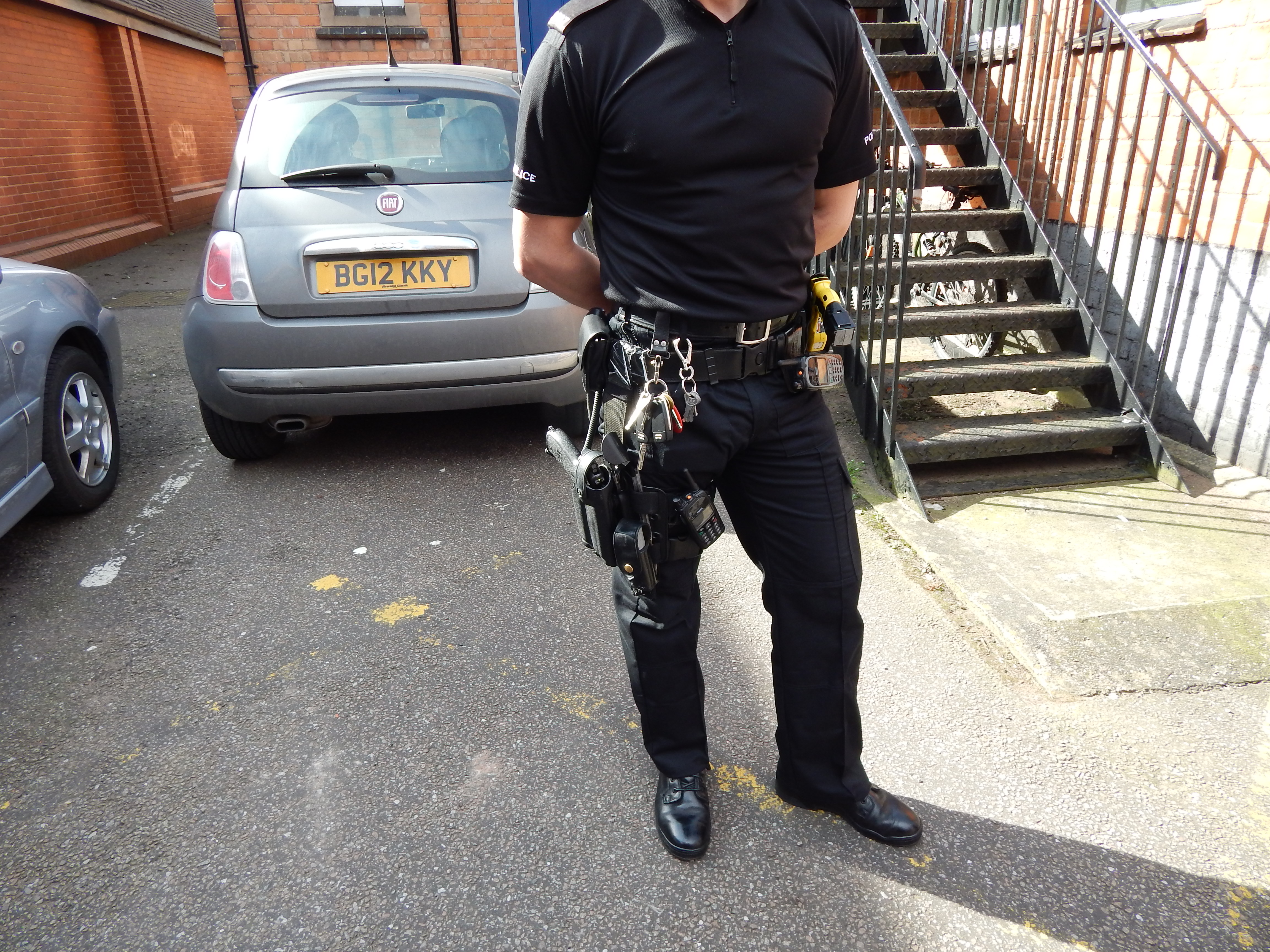
右腰に拳銃、左腰にテイザーを装備したイギリスウェスト・ミッドランズ警察の捜査官

テイザー社（現・アクソン）の製品が著名であるため、アメリカではテイザー銃、あるいは単にテイザーと俗称されることも多い。同社の製品は開発初期のモデルなどに例外はあるものの、現在普及しているモデルは発射時に「カートリッジ固有のID番号」を印刷した「紙製のチップ」を撒き散らすことで、犯罪に使用された場合に追跡を容易にする工夫が為されている。さらに近年のモデルでは本体に発射した日時などを記録するメカニズムも搭載されるなど、その機能は強化されている。またテイザー社のオンラインショップで購入する場合は犯罪歴を警察に照会するとしている。
テイザー社では日付の記録・管理機能を備えた法執行機関向けのモデルも販売しており、拳銃型以外にも暴徒対策用として表面に多数のワイヤー針発射機構を備えた「バリケード型のスタンガン」も存在する。
日本においては、このタイプのスタンガンは市販されていない。このタイプのスタンガンは、針を発射するために液化炭酸ガスや圧縮した窒素などの高圧ガス、あるいは小量の火薬を使用しており、銃刀法により実銃として扱われるためである。

#### 普及度
アメリカ軍では飛行場の警備員や憲兵など、相手を取り押さえる必要がある職種向けに導入している。海兵隊では使用法だけでなく当たった際の威力を体験する訓練も行われている。
警察の装備としてはアメリカ、カナダ、イギリスなどで普及している。しかし、拳銃と比較して高価であるため、既に普及している拳銃を置き換えるまでには至っていない。
テイザー社では扱いに慣れるためのトレーニング用シミュレータ、裁判で適正使用であることを証明するためグリップエンドや制服の胸ポケットに取り付ける小型カメラ、ピカティニー・レールに対応させるマウントキット、タブレット端末やクラウドに対応した管理ソフトを用意するなど、大口需要が見込まれる法執行機関向けのオプションを強化している。

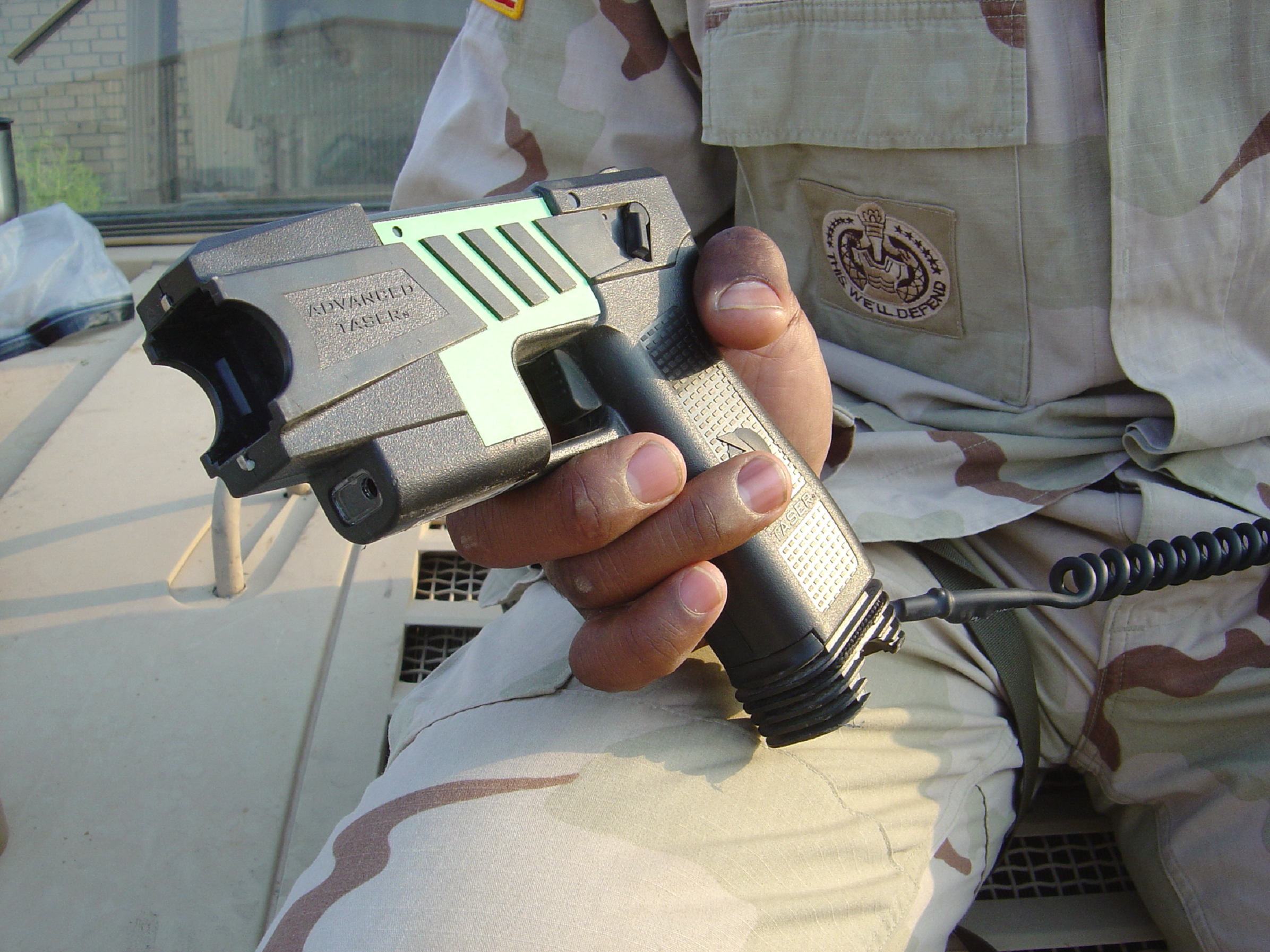
Taser M-26
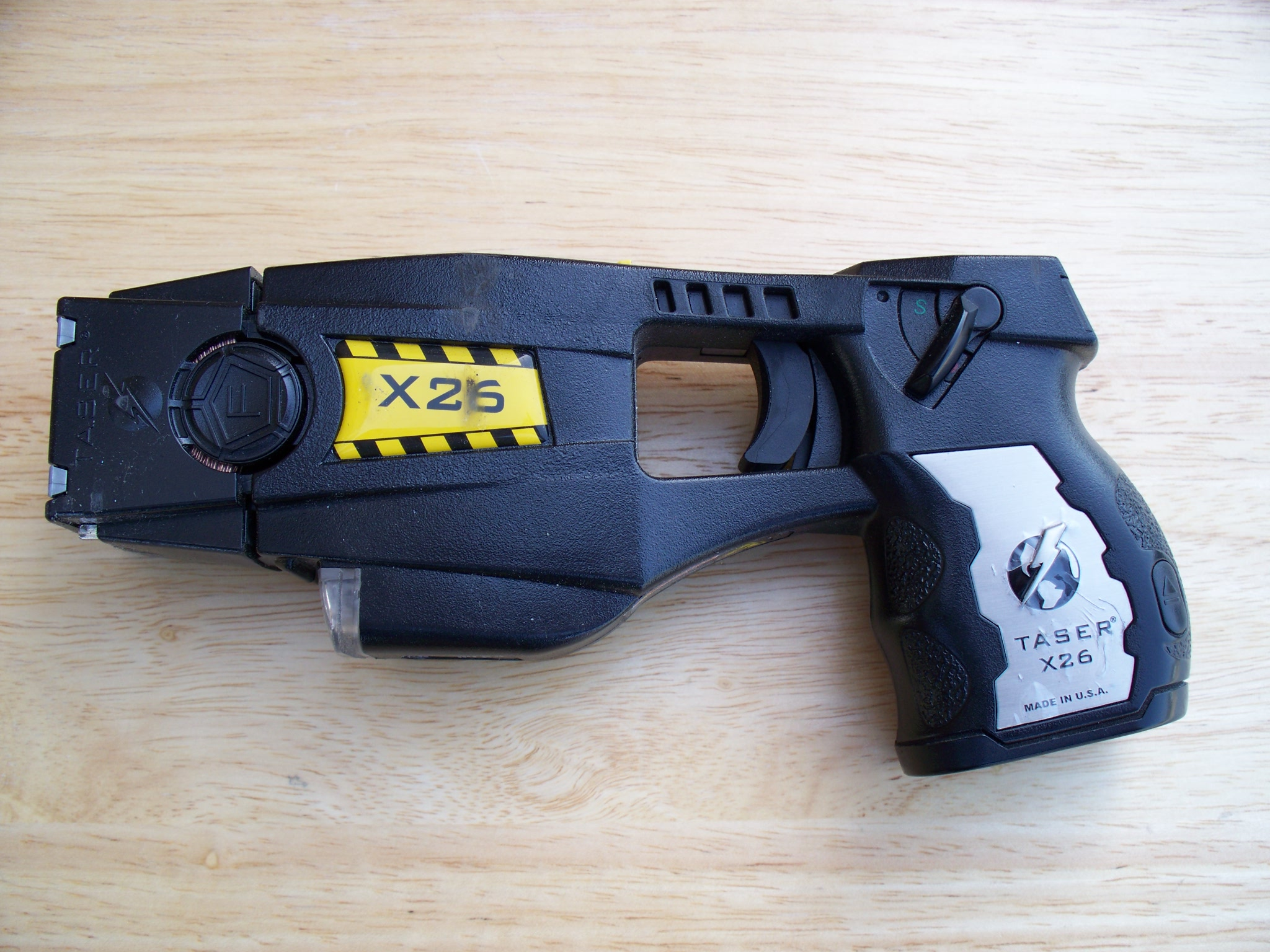
Taser X-26
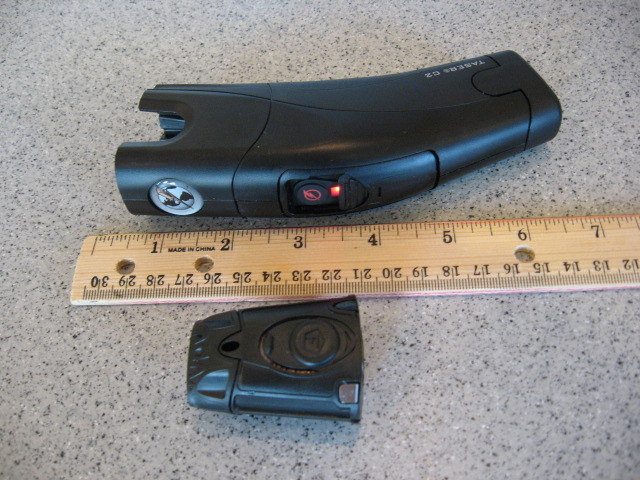
Taser C2。手前がカートリッジ部分。
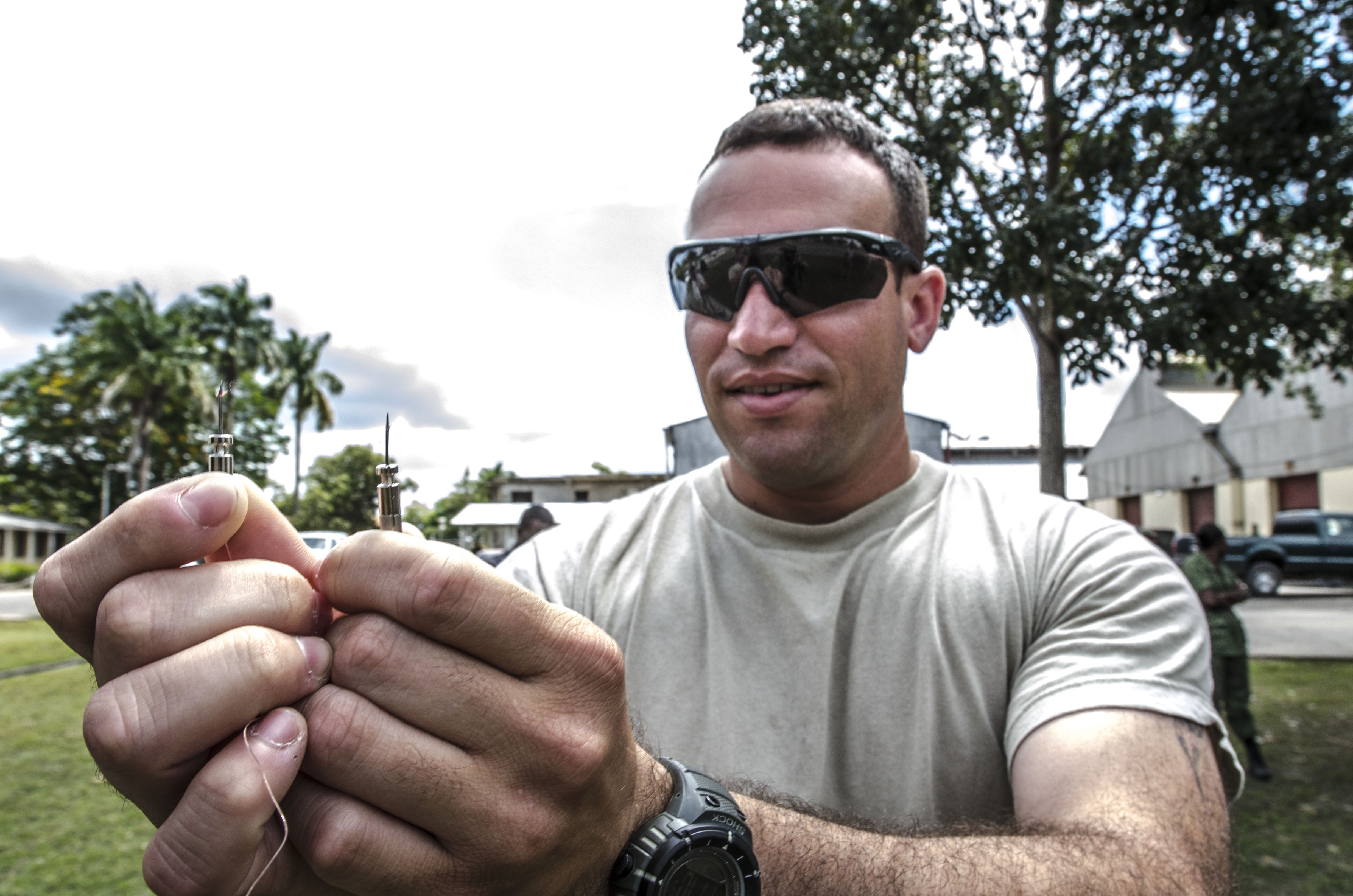
Taser X-26から発射される針
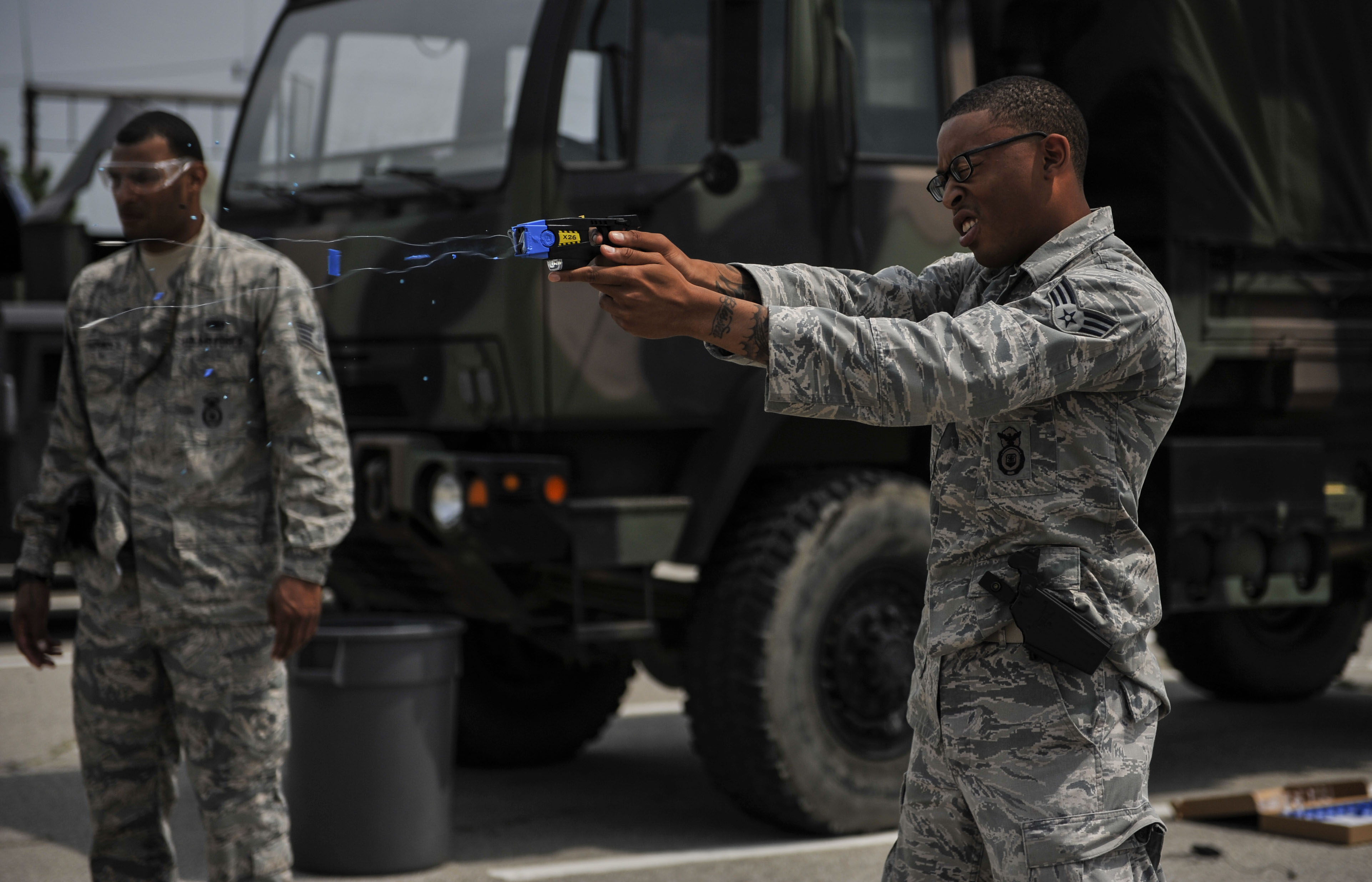
Taser X-26を発射した瞬間
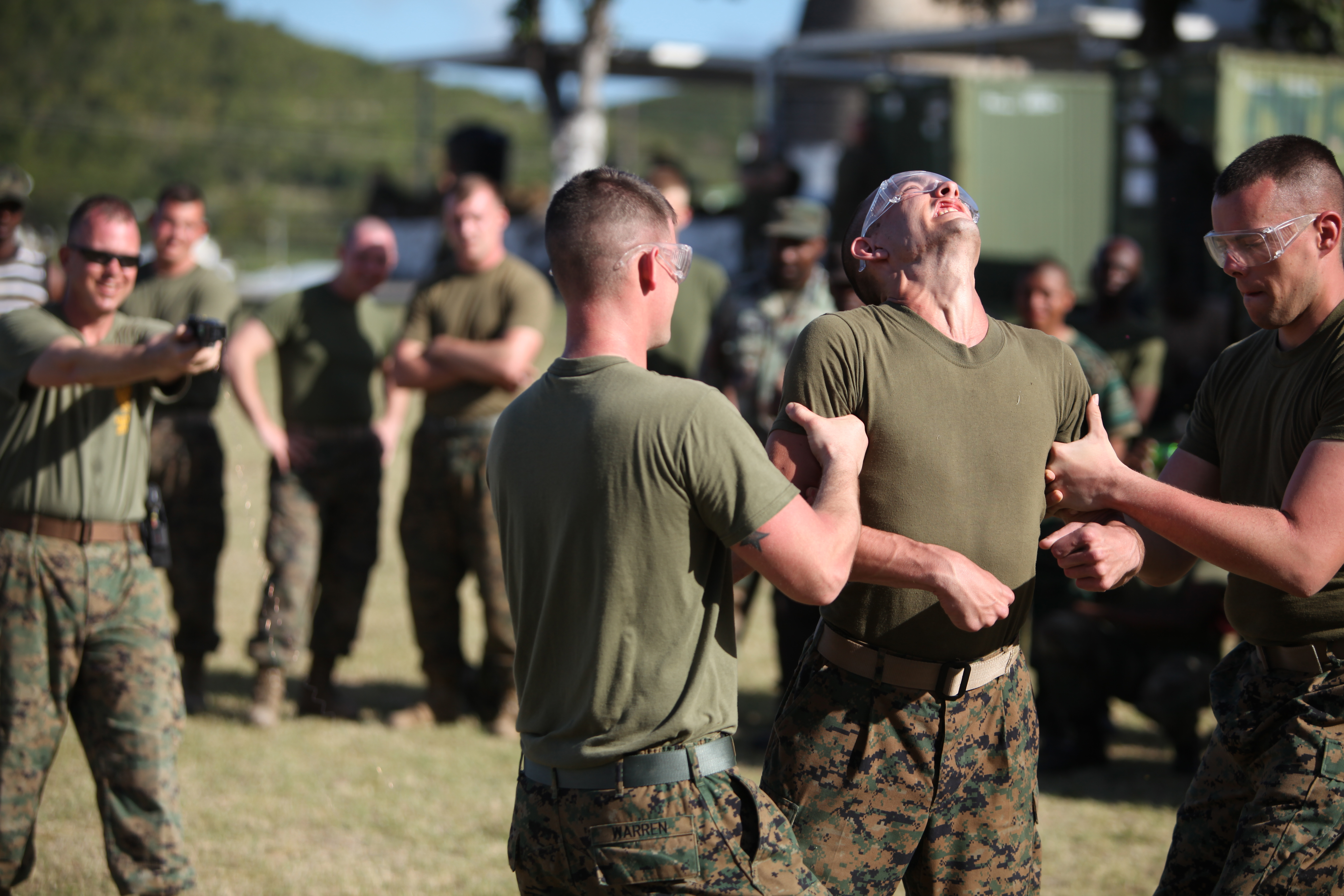
テイザーの体験訓練を行うアメリカ海兵隊の兵士

### ワイヤレス式
テイザー社では、発射体に電源部を内蔵してワイヤーを不要とし、通常の銃器のように使用できるモデル「TASER XREP」も開発している。これは武装した暴徒対策にアメリカの警察で広く使用されている散弾銃の12番径実包と同一形状のもので、射程は約30m（100フィート）である。
発射体には針の出た電極と、接地極となるむき出しの導線部があり、先端部の針が刺さると本体と先端の針が分離、ぶら下がった本体から伸びる導線を接地極として電流が流れる仕組みである。発射体に組み込まれた電源は小さく電力も限られるが、既存の銃器を流用することや、発射すると展開する羽で回転しながら高い直進性を示すため、離れた位置から正確に対象物に当てやすく、命中すれば約20秒にわたって対象の行動を阻むとしている。
弾薬としての特性が実弾とはかなり異なるため、自動式散弾銃での使用は推奨されておらず、ポンプアクション方式など手動で装填するメカニズムを持つ銃での使用が薦められている。テイザー社は発射体と共に、ポンプアクション式散弾銃として広く普及しているモスバーグM500の樹脂部品を明るい黄色に置き換え、通常のショットガンと容易に区別できるようにしたカスタム品を法執行機関向けに販売している。

## 使用上の問題点
スタンガンを使用した強盗や傷害事件が発生している。スタンガンを不正に使用した場合、刑法の傷害罪(204条)の構成要件に該当するとして処罰されるおそれがある。
また、スタンガンが相手に奪い取られると、より危険な事態を招く可能性がある。日本の警察は、護身具として防犯ブザーの携行を推奨している。

### 日本国内におけるスタンガンによる事件
2004年3月には、これを自分の長女である乳幼児に押し当てて、児童虐待を行っていた東京都渋谷区在住の男性が、「乳幼児に使用すれば心停止の危険もあった」として殺人未遂で逮捕された。
2008年6月には愛知県犬山市でこれを離婚調停中の妻に押し当て気絶させた上で木曽川に突き落とし殺害した疑いで中部電力関連企業の社員の男性が殺人容疑で逮捕された。

### テーザー銃による事件
2007年10月14日、カナダのバンクーバー国際空港で、カナダ在住の母と同居するためにカナダに入国した40歳のポーランド人男性ロバート・ジーカンスキーが、さまざまな手違いから10時間も窓口で待たされた挙句に暴れだした。これに対し複数の王立カナダ騎馬警察の警官がテーザー銃を5度にわたり発射した。初めに撃たれた際ジーカンスキーは悲鳴を上げ地面に倒れたが、その後もRCMPはテーザーを撃ち続け、ジーカンスキーは数分後に心肺停止に陥り、死亡した。
この事件の一部始終が撮影されていたことから、ポーランド大使もこの件について抗議するなど国際問題となった。